# Masakra w Carandiru
Masakra w Carandiru – wydarzenie, które miało miejsce 2 października 1992 w brazylijskim więzieniu Carandiru w São Paulo.

## Historia
Tego dnia siły policyjne zastrzeliły 111 mężczyzn odsiadujących tam kary więzienia. Zabici znajdowali się w wielotysięcznej grupie zbuntowanych skazańców, którzy protestowali przeciw niehumanitarnym warunkom pobytu w więzieniu. Śmierć zadawano głównie ogniem broni automatycznej. Dziewięć osób zmarło także od ran zadanych im przez innych skazańców przed akcją policji.
Akcja brazylijskich sił porządkowych wywołała międzynarodowe protesty oraz silny sprzeciw samych mieszkańców Brazylii. Protesty przybrały najostrzejsze formy po tym, gdy opublikowano dużą serię zdjęć z miejsca zdarzeń, obrazującą zakres zastosowanej przemocy i różnorodność zadanych okrucieństw tysiącom rozebranym do naga więźniów. Protesty i żądania likwidacji więzienia utrzymywały się nieustannie do roku 2002, w którym więzienie zamknięto, a następnie wyburzono.
W 2003 roku na podstawie tych wydarzeń powstał w koprodukcji brazylijsko-argentyńskiej film fabularny pod tytułem Carandiru.